# Rodnowo
Rodnowo (deutsch Reddenau) ist ein Ort in der polnischen Woiwodschaft Ermland-Masuren. Er gehört zur Gmina Bartoszyce (Landgemeinde Bartenstein) im Powiat Bartoszycki (Kreis Bartenstein (Ostpr.)).

## Geographische Lage
Rodnowo liegt in der nördlichen Mitte der Woiwodschaft Ermland-Masuren, 18 Kilometer südlich der früheren und heute auf russischem Hoheitsgebiet gelegenen Kreisstadt Preußisch Eylau (russisch Bagrationowsk) bzw. elf Kilometer südwestlich der jetzigen Kreismetropole Bartoszyce (deutsch Bartenstein).
|  |

## Geschichte

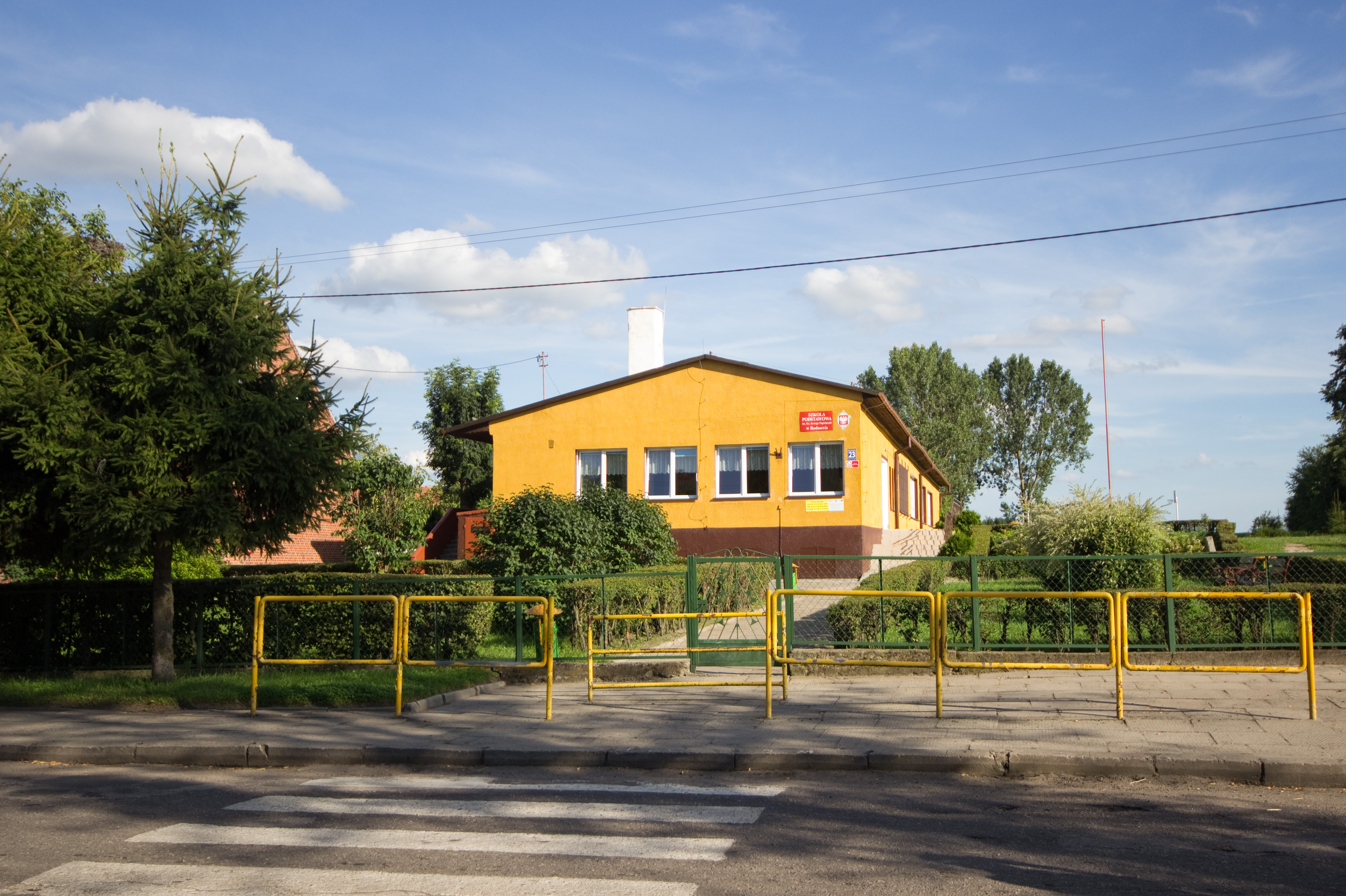
Die Grundschule in Rodnowo

### Ortsgeschichte
Der seinerzeit Roddenaw genannte Ort wurde um 1335 gegründet und hieß danach Ryddenaw, Riddenau, Rodenau und Rednau sowie nach 1820 Reddenau. Es handelte sich um ein altes Kirchdorf und wurde am 7. Mai 1874 Amtsdorf und damit namensgebend für einen Amtsbezirk im Kreis Preußisch Eylau im Regierungsbezirk Königsberg der preußischen Provinz Ostpreußen. 383 Einwohner waren im Jahre 1910 in Reddenau gemeldet.
Am 9. Juli 1919 wurden Teile von Wienen B (polnisch Kurek), einem Ortsteil des Gutsbezirks Powarschen (polnisch Powiersze), nach Reddenau eingegliedert, und am 30. September 1928 folgte der Gutsbezirk Rösken (polnisch Różki). Die Einwohnerzahlen der auf diese Weise neu formierten Landgemeinde Reddenau beliefen sich im Jahre 1933 auf 427 und im Jahre 1939 auf 448.
Als 1945 in Kriegsfolge das gesamte südliche Ostpreußen an Polen abgetreten wurde, erhielt Reddenau die polnische Namensform „Rodnowo“. Heute ist das Dorf Teil der Landgemeinde Bartoszyce (Bartenstein) im Powiat Bartoszycki (Kreis Bartenstein (Ostpr.)), von 1975 bis 1998 der Woiwodschaft Olsztyn, seither der Woiwodschaft Ermland-Masuren zugehörig. Im Jahre 2021 zählte Rodnowo 191 Einwohner.

### Amtsbezirk Reddenau (1874–1945)
Zum Amtsbezirk Reddenau gehörten bei seiner Errichtung neun Orte. Aufgrund struktureller Veränderungen waren es am Ende noch vier:
| Deutscher Name | Polnischer Name | Anmerkungen                          |
| -------------- | --------------- | ------------------------------------ |
| Borchertsdorf  | Burkarty        |                                      |
| Grauschienen   | Gruszynki       | 1889 nach Powarschen eingegliedert   |
| Gunten         | Guntkajmy       | 1928 nach Borchertsdorf eingemeindet |
| Liebhausen     | Kicina          | 1928 nach Borchertsdorf eingemeindet |
| Markhausen     | Wojtkowo        | 1928 nach Borchertsdorf eingemeindet |
| Powarschen     | Powiersze       |                                      |
| Reddenau       | Rodnowo         |                                      |
| Rösken         | Różki           | 1928 nach Reddenau eingemeindet      |
| Weischnuren    | Wajsnory        |                                      |

Im Jahre 1945 bildeten noch Borchertsdorf, Powarschen, Reddenau und Weischnuren den Amtsbezirk Reddenau.

## Religion

### Christentum

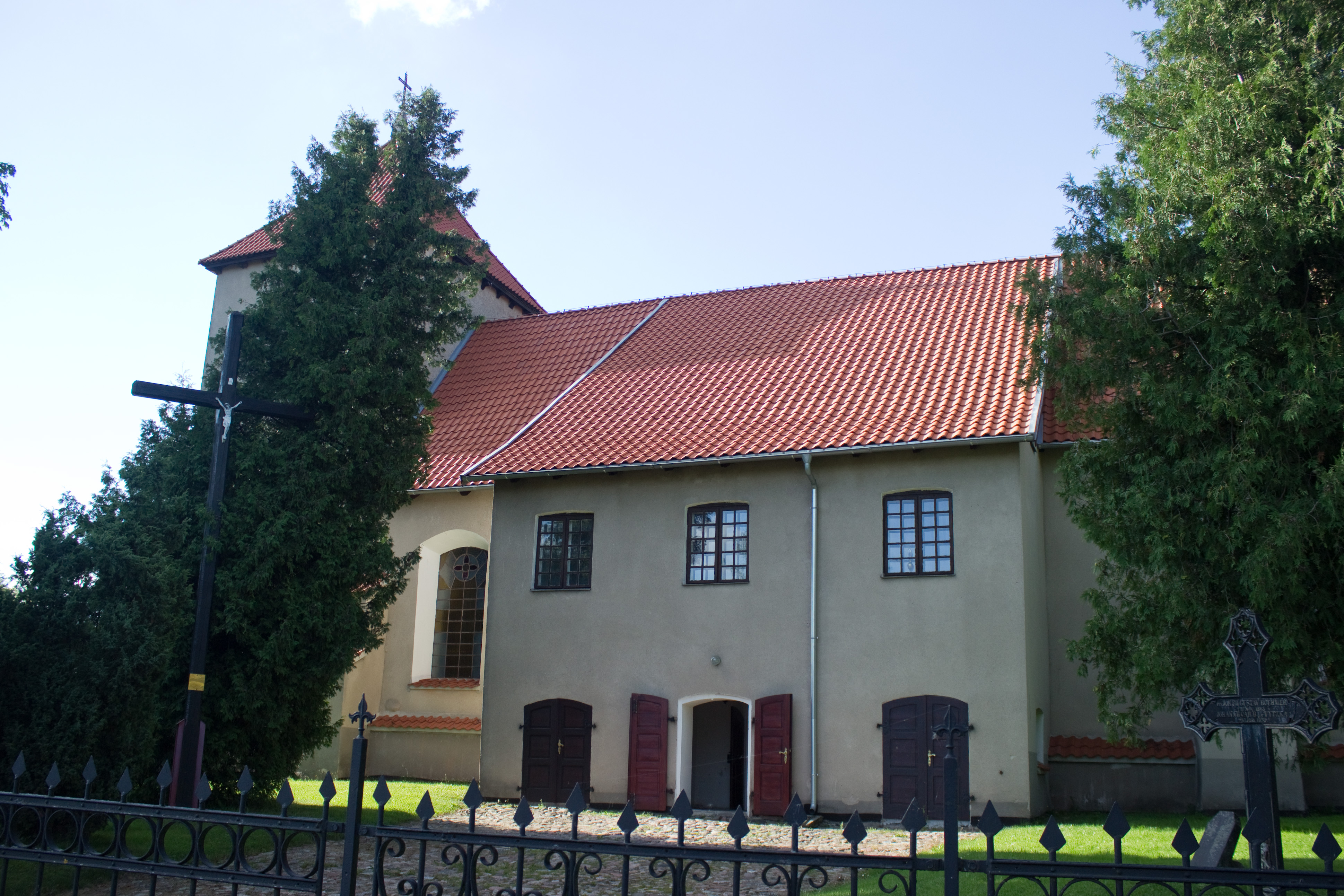
Die einst evangelische, heute römisch-katholische Dorfkirche in Rodnowo

#### Kirchengebäude
Bei der Kirche in Rodnowo handelt es sich um ein Bauwerk, dessen Gründungsdatum nicht genau erwiesen ist, dessen Grundmauern jedoch bereits aus dem 14. Jahrhundert stammen. Es handelt sich um einen chorlosen Feldsteinbau, der mehrfache An- und Umbauten erlebt hat und dessen Turm erst 1818/1819 wiedererrichtet wurde. Die Innenausstattung stammt meist aus dem 17. und 18. Jahrhundert. Bis 1945 war die Kirche evangelisches Gotteshaus, heute steht sie in Nutzung der römisch-katholischen Kirche.

#### Evangelische Kirchengemeinde
Von der Reformation bis 1945 bestand in Reddenau eine evangelische Kirchengemeinde. Das Kirchenpatronat oblag den Rittergutsbesitzern aus Tolks (polnisch Tolko). Das Kirchspiel Reddenau zählte im Jahre 1925 insgesamt 1.455 Gemeindeglieder, die in 16 Kirchspielorten lebten. Das Pfarramt unterstand vor 1945 der Superintendentur Landsberg (Ostpreußen) (polnisch Górowo Iławeckie) im Kirchenkreis Preußisch Eylau (russisch Bagrationowsk) in der Kirchenprovinz Ostpreußen der Kirche der Altpreußischen Union.
Heute hier lebende evangelische Einwohner gehören jetzt zur Kirchengemeinde der Stadt Bartoszyce (Bartenstein) innerhalb der Pfarrei Kętrzyn (Rastenburg) der Diözese Masuren der Evangelisch-Augsburgischen Kirche in Polen.

#### Römisch-katholische Pfarrgemeinde
Die Dorfkirche Rodnowo befindet sich jetzt in Diensten der Römisch-katholischen Pfarrei, die hier errichtet wurde. Vor 1945 waren die katholischen Einwohner nach Bartoszyce (Bartenstein) im damaligen Bistum Ermland eingepfarrt.
Im Rahmen der Umwidmung der Kirche fanden einige bauliche Veränderungen des Kirchengebäudes statt. Das Gotteshaus ist jetzt der Mutter Gottes vom Skapulier geweiht. Die Kirche in Tolko (Tolk) ist eine Filialkirche der Pfarrei, die zum Dekanat Górowo Iławeckie (Landsberg) im jetzigen Erzbistum Ermland gehört.

## Verkehr
Rodnowo liegt an einer Nebenstraße, die die Woiwodschaftsstraße 512 bei Tolko (Tolks) mit der Woiwodschaftsstraße 511 (frühere deutsche Reichsstraße 134) bei Pieszkowo (Petershagen) verbindet. Eine aus dem Nachbarort Wajsnory (Weischnuren) kommende Straße endet in Rodnowo.
Eine Anbindung an den Bahnverkehr besteht nicht.

## Persönlichkeiten

### Aus dem Ort gebürtig
- Max von Behr (* 10. Januar 1879 in Reddenau), deutscher Offizier, Generalleutnant der Waffen-SS und SS-Gruppenführer († 1951)

### Mit dem Ort verbunden
- Ernst Dietrich von Tettau (1716–1766), preußischer Etats- und Kriegsminister, wurde im Erdgewölbe der Kirche zu Reddenau beigesetzt